# Бочка

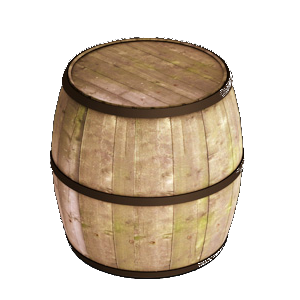
Традиционная деревянная бочка с выпуклыми стенками и металлическими обручами

Бо́чка — сосуд цилиндрической или другой формы, который можно перекатывать (в отличие от кадки) с одного места на другое и ставить на торцы без дополнительных опор, предназначенный для транспортировки и хранения жидких и других веществ. Бочки бывают различной формы, но обычно основание, верх и разрез центральной части бочки имеют форму окружности.
Раньше[когда?] бочки делали из клёпок (специальных досок, образующих боковую поверхность, дно и крышку вставляли в выбранные уторником пазы-уторы).
В XX—XXI веках бочки делают из различных материалов: пластмассы, металла. Бочарное ремесло существует и сейчас, в деревянных бочках выдерживают некоторые виды крепких спиртных напитков (где этого требует технология производства), качественные вина и виноградные-зерновые дистилляты.

## Классификация бочек
Некоторые виды бочек

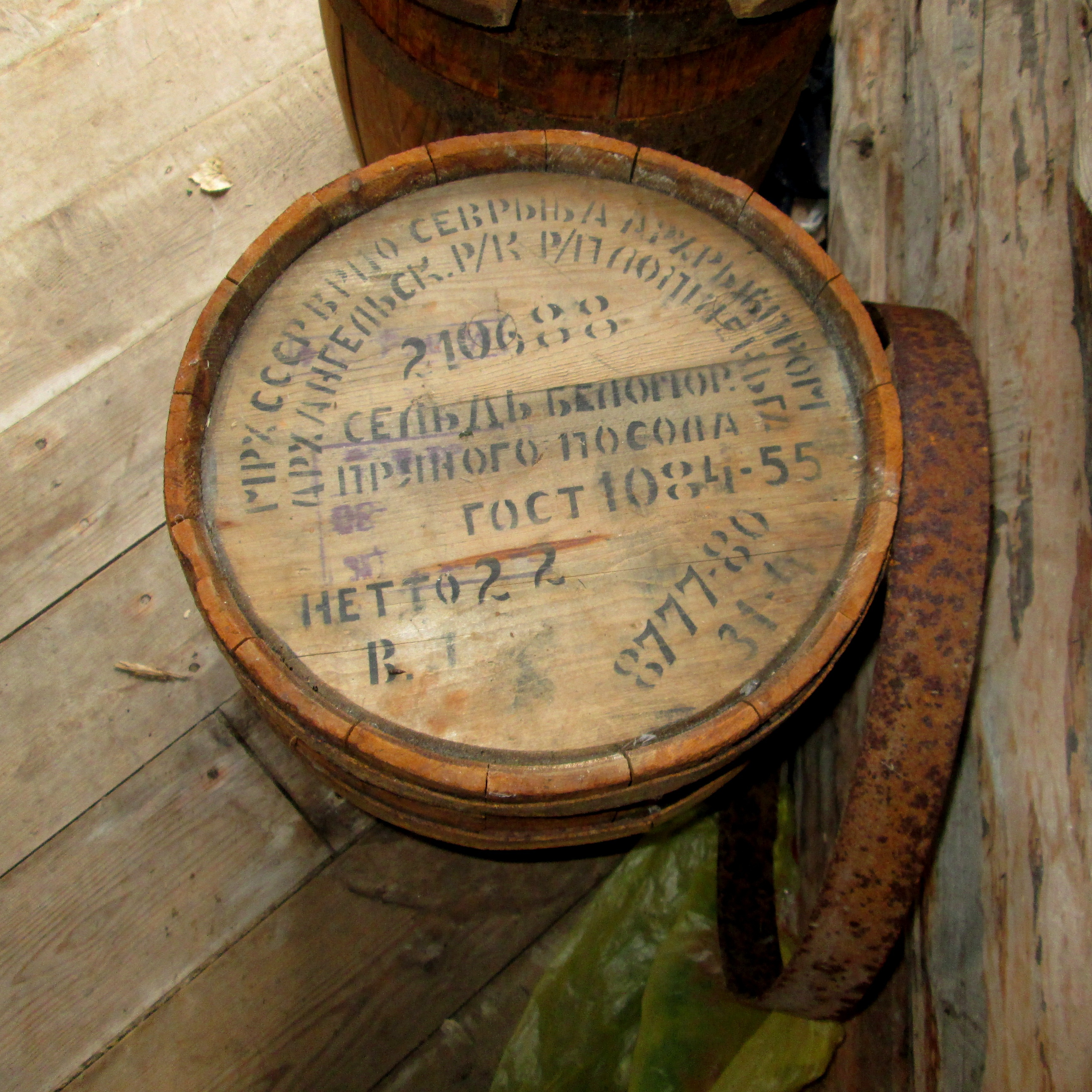
Бочка из-под беломорской сельди. Произведено в 1988 году

- Бочонок — небольшая бочка (так обычно называли самую малую бочку из некоторого ряда); также «бочонком» называют один из видов фитингов — деталей для соединения частей трубопроводов (ниппель)
  - Пороховой бочонок[2] (бочка) носил название «капиармус»[3][4]
- Дошник или дощник — большая бочка; как правило, зарывается в землю, предназначен для закваски и солений. Стандартный дошник вмещает 16 т квашеной капусты

Также связаны с бочками виды кадок:
- Ведро — маленький ушат с верёвкой или ручкой ёмкостью около 10 литров; используют для переноски и хранения воды. Для переноски вёдер использовали коромысло
- Кадка — небольшая бочка (до 100 литров), представляет собой усечённый конус
- Кадушка — небольшая кадка
- Ушат — бочка с 2 более длинными досками-клёпками (ушами), в которые продевают ручку для переноски
- Шайка — перевёрнутая невысокая кадка; используют для стирки, мытья в бане, кормления и поения скота

Для изготовления бочек использовали следующие породы древесины: бук, дуб, липа, осина; для изготовления обручей: орешник, черёмуха, можжевельник.